# Silver
Silver är ett metalliskt grundämne som tillhör  ädelmetallerna och gruppen myntmetaller. Dess kemiska tecken är Ag, från latinets argentum.
Metallen används ofta till smycken. Det används också som elektrisk ledare där mycket höga krav på låg resistans krävs, exempelvis till inneslutning av supraledande material i de största elektromagneterna. Tanken är att om kylningen av supraledaren fallerar så att supraledningen upphör, så ska de mycket stora strömmar det är frågan om kunna gå genom silvret istället utan att ge så höga temperaturer att ledarna smälter. Detta eftersom silver har den lägsta resistansen av alla icke-supraledande ämnen vid tänkbara temperaturer. Silver har också en mycket hög värmeledningsförmåga.
Silver är godkänt som färgämne i livsmedel, med E-nummer E 174.
Silver 999/1000 är idag (22 juli 2025) värt cirka 12,12 kr/g, eller 39,09 $/oz. En oz (troy ounce), som ädelmetaller ofta mäts i, är 31,103 476 8 g.

## Användningsområden
Silver har många användningsområden, bland annat för smycken, där det är ett av de vanligaste materialen. Andra användningsområden är bestick, samt fat, bägare  och liknanade, traditionellt kallat korpus. Den finaste silverkvalitén i smycken och konstföremål kallas sterlingsilver och består av 92,5 % silver och resten koppar och andra metaller, vilket deklareras genom instämpling av talet 925. Verksilver är beteckningen på silver med silverhalten 83,0% och stämplas 830. Det är något hårdare än sterligsilver och används ofta till bestick.
Gränsen för att få kallas silver ligger enligt internationell norm vid silverhalten 83 % eller 830/1000, vilket deklareras genom instämpling av talet 830. Enligt äldre svenska bestämmelser räknade man i sexton-delar, varvid gränsen lagfästes till 131/4 lod, vilket i decimalbråk är ≈82,8 %, det vill säga praktiskt taget detsamma som halten 830.
I andra länder har dock lägre silverhalt tidigare tolererats, och 12-lödigt silver (75 % silverhalt) var vanligt i många länder.
Cirka 44 %[källa behövs] av allt silver användes förr inom fotoindustrin, och hade sin största användning 1999 med 8304,6 ton. Denna siffra har dock minskat med införandet av digitala kameror, och var 2007 snarare 14 %. Silver används även i lödmaterial, mynt, elektriska kontakter och i högkapacitetsbatterier. Silverklorid är genomskinligt och används ibland som glascement. Inom sjukvården används silver som antibakteriellt medel, bland annat i vissa förband och uretrakatetrar.
En silvertacka är ett stycke silver som kan vara gjuten eller pressad. Värdet på en silvertacka är beroende av dess vikt. Det vanligaste förekommande viktmåttet är troy uns. En silvertacka kan variera i vikt från 1 troy uns (31,1 gram) till 1000 troy uns (31,1 kg).

## Historia
Silver har överallt i världen uppträtt senare än guld och koppar, och var ännu under bronsåldern ganska sällsynt. I Egypten var silver ursprungligen mer värdefullt än guld. I Spanien upptäcktes silvergruvor mycket tidigt, och man känner till silversmycken (diadem) från Spaniens kopparålder. Även i Östern fanns silvergruvor vid bronsålderns början. En silvernål är hittad i en kopparåldersgrav vid Karkemisch nära Eufrat, och Heinrich Schliemann upptäckte i andra staden vid Troja-Hisarlik vaser och göten av silver. Från första hälften av 1000-talet f.Kr. härstammar en dolk och några spjutspetsar av silver som funnits vid Borodino i Bessarabien. Ända uppe i Schlesien har enstaka silverfynd från tidig bronsålder gjorts. Även i Italien kom silver i form av smyckenålar till användning under kopparåldern (Remedellokulturen).
Silvret började dock användas i större utsträckning först under järnåldern. På grekiskt område användes det först till mynt, på 600-talet f.Kr. Även kelterna, särskilt de vid Donau, präglade silvermynt. Romarna började först på 100-talet f.Kr. använda silver i större utsträckning, till silverkärl och dylikt. Inflyttade grekiska konsthantverkare utövade ett betydande inflytande på silverarbetenas gestaltning. Märkliga romerska silverarbeten är de från Boscoreale och Hildesheim (första århundradet f.Kr.).
I Norden kom silvret i bruk under första århundradet e.Kr. Endast en i Sverige funnen svärdsdoppsko är något äldre. Mycket silver kom till de nordiska länderna under 100- och 200-talen e.Kr. i form av romerska mynt, så kallade denarer. Under folkvandringstiden blev silvret mindre vanligt, men under vikingatiden inkom det i stora mängder till de skandinaviska länderna, dels i form av arabiska mynt och smycken, dels som mynt från Tyskland och England, så kallad danagäld. Talrika smycken av silver tillverkades i de nordiska länderna, och synnerligen högt stod silverfiligrantekniken.

### Värde i förhållande till guld
I äldsta tider hölls silvret på grund av sin sällsynthet i lika högt värde som guldet, och i en del egyptiska och assyriska inskrifter nämns det till och med framför detta. Men i samma mån tillgången på silver ökade sjönk även dess pris. Genom hela den senare delen av forntiden kan man följa växlingarna i guldets och silvrets inbördes bytesvärde allt eftersom nya fyndorter för det ena eller andra hittades. Efter upptäckten och bearbetningen av de stora silverfyndigheterna i Amerika i slutet av 1400-talet och början av 1500-talet sjönk silvrets värde våldsamt. Mellan 1650 och 1870 var silverpriset i förhållande till guld ganska konstant omkring 1:15,5, men under decennierna kring sekelskiftet 1900 sjönk det till omkring 1:39.

## Galleri

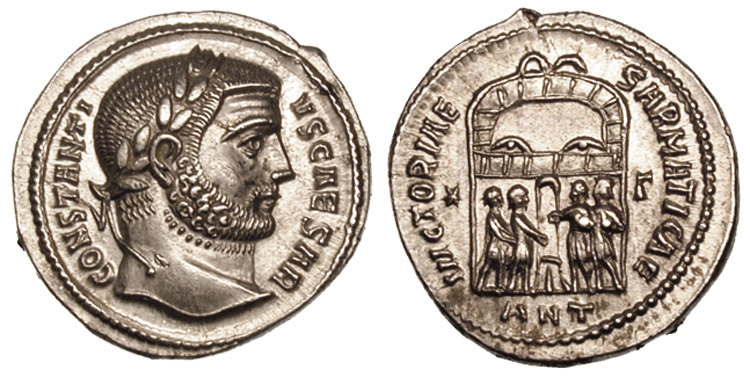
Argenteus (mynt) från Romarriket
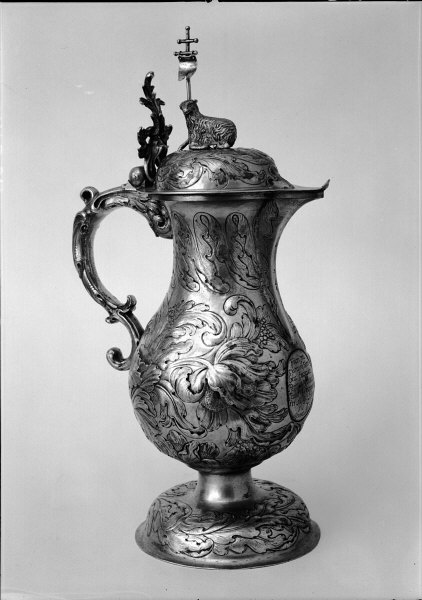
Vinkanna av silver, från Alfta kyrka
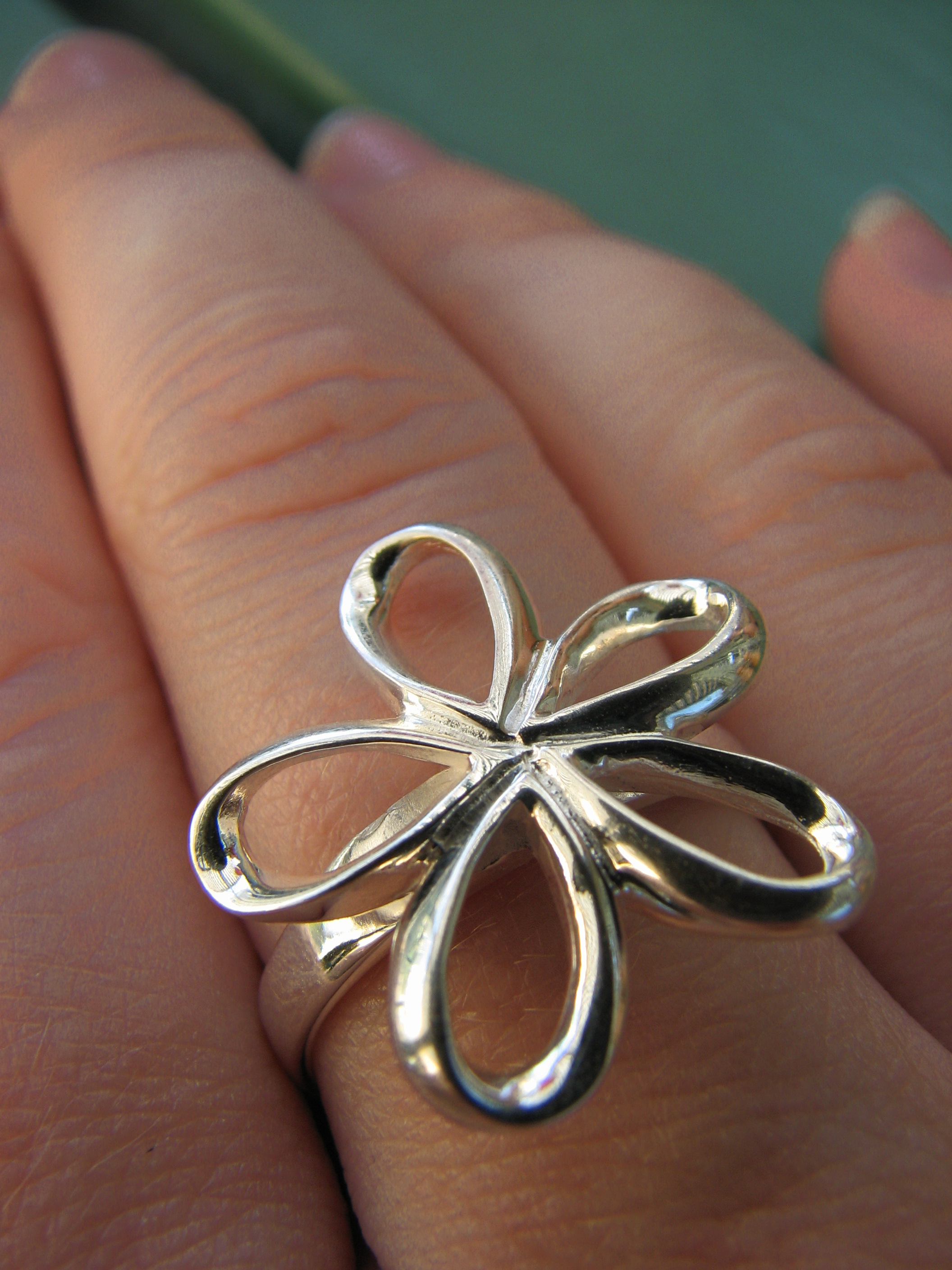
Silverring